# جوناثان بلانشارد (فيلسوف)
جوناثان بلانشارد (بالإنجليزية: Jonathan Blanchard)‏ هو فيلسوف أمريكي، ولد في 1811 في روكينغهام في الولايات المتحدة، وتوفي في 1892 في ويتون في الولايات المتحدة.